# Поспешный (фрегат, 1798)
«Поспешный» — парусный 36-пушечный фрегат Балтийского и Черноморского флота Российской империи.

## Описание фрегата
Один из девятнадцати 34-38-пушечных парусных фрегатов российского флота. Длина судна по сведениям из различных источников составляла от 43,43 до 43,5 метра, ширина — 9,6 метра, а осадка от 4,1 до 4,11 метра. Вооружение судна состояло из 36-и орудий, а экипаж из 282-х человек.

## История службы
Фрегат был заложен на Соломбальской верфи в Архангельске 19 (30) декабря 1796 года и после спуска на воду 19 (30) мая 1798 года вошёл в состав Балтийского флота России. Строительство вёл корабельный мастер Гавриил Игнатьев.
Принимал участие в войне с Францией 1798—1800 годов. 3 (14) июля 1798 года в составе эскадры вице-адмирала Е. Е. Тета вышел из Архангельска к берегам Англии для совместных действий с английским флотом против французского флота. 8 (19) августа суда эскадры прибыли на Норский рейд. До апреля следующего года находился в Англии и выходил в совместные крейсерские плавания с судами английского флота. 29 апреля (10 мая) 1799 года покинул Ярмутский рейд в составе эскадры контр-адмирала П. К. Карцова и ушёл в Средиземное море для усиления эскадры вице-адмирала Ф. Ф. Ушакова. Пройдя по маршруту Портсмут — Финистерре — Гибралтар — Сардиния, 3 (14) августа прибыл в Палермо. 22 августа (2 сентября) фрегат присоединился к эскадре Ф. Ф. Ушакова, которая пришла в Палермо, и вместе с ней к 8 (19) сентября прибыл в Неаполь. С 19 (30) сентября по 5 (16) октября совершал крейсерские плавания у порта Чивита-Векья. 7 (18) октября фрегат покинул Неаполь в составе отряда и ушел в Корфу, куда прибыл 7 (18) января 1800. По пути в Корфу суда отряда заходили в Мессину. С 20 (31) марта по 2 (13) июня находился в эскадре П. К. Карцова, в составе которой совершал крейсерское плавание в районе Сицилия — Мальта — Бон, а 2 (13) июня вернулся в Корфу, где был подвергся ремонту и килеванию. 6 (17) июля покинул Корфу в составе эскадры Ф. Ф. Ушакова, а 26 октября (6 ноября) пришёл в Севастополь. В 1801 году был зачислен в состав Черноморского флота России.
В 1802 и 1803 годах совершал практические плавания в Чёрном море в составе эскадр. 6 (18) февраля 1804 года в Севастополе на фрегат были погружены войска и он вышел в плавание в Средиземное море в составе отряда капитана 1-го ранга К. С. Леонтовича, а 13 (24) марта прибыл в Корфу. После чего на фрегате выполнялась доставка войск на острова Кефалиния, Занте и Святой Мавры, также «Поспешный» совершил плавание в Венецианский залив. В 1805 году выходил в крейсерские плавания в Адриатическое море, а осенью того же года вернулся в Севастополь. С февраля по 17 (29) марта 1806 года доставил груз пороха из Севастополя в Корфу. А с 25 апреля (6 мая) пошёл обратно в Чёрное море, конвоируя 10 транспортных судов.
Принимал участие в русско-турецкой войне 1806—1812 годов. 27 апреля (9 мая) 1807 года перешёл из Севастополя к Анапе в составе эскадры контр-адмирала С. А. Пустошкина. 29 апреля (10 мая) подошёл к берегу и высадил десант, а 6 (17) мая ушёл от Анапы и вместе с другими кораблями эскадры 13 (24) мая вернулся в Севастополь. С 31 мая (11 июня) по 6 (17) июня доставил десант из Севастополя к Трапезунду. 7 (18) июня вёл бомбардировку турецких батарей, но ввиду превосходства противника в войсках 12 (23) июня эскадра, в составе которой находился и «Поспешный», была вынуждена уйти в море и вернуться в Севастополь, куда прибыла 10 (21) июля.
В 1808 и 1809 годах фрегат «Поспешный» нёс брандвахтенную службу пост в Севастополе, а после 1809 года был разобран.

## Командиры
В разное время командирами фрегата «Поспешный» служили:
- Р. И. Эльфинстон (1798—1800 годы);
- П. Н. Драгопуло (1802—1806 годы);
- К. Г. Гайтани (1807—1809 годы).